# لوليكونازولي
لوليكونازولي (بالإنجليزية: Luliconazole) هو دواء يُستعمل في علاج:
- سعفة القدم (منذ 14 نوفمبر 2013)[8]
- سعفة الجسم (منذ 14 نوفمبر 2013)[8]
- سعفة ساقية (منذ 14 نوفمبر 2013)[8]